# Горњи Бабин Поток
Горњи Бабин Поток је насељено мјесто у Лици, у општини Врховине, Личко-сењска жупанија, Република Хрватска.

## Географија
Горњи Бабин Поток је удаљен око 9 км источно од Врховина. Налази се на путу Оточац ― Кореница.

## Историја
До територијалне реорганизације у Хрватској насеље се налазило у саставу бивше општине Оточац. Горњи Бабин Поток се од распада Југославије до августа 1995. године налазио у Републици Српској Крајини.

## Становништво
Према попису из 1991. године, насеље Горњи Бабин Поток је имало 143 становника, међу којима је било 140 Срба и 3 Југословена. Према попису становништва из 2001. године, Горњи Бабин Поток је имао 72 становника. Горњи Бабин Поток је према попису из 2011. године имало 104 становника.
| Националност       | 1991. | 1981. | 1971. | 1961. |
| Срби               | 140   | 149   | 204   |       |
| Југословени        | 3     | 11    | 1     |       |
| Хрвати             |       | 1     | 1     |       |
| остали и непознато |       |       | 3     |       |
| Укупно             | 143   | 161   | 209   | 301   |

| Демографија | Демографија | Демографија |
| Година      | Становника  | Становника  |
| ----------- | ----------- | ----------- |
| 1961.       | 301         |             |
| 1971.       | 209         |             |
| 1981.       | 161         |             |
| 1991.       | 143         |             |
| 2001.       | 72          |             |
| 2011.       |             | 104         |